# Віллерні (Міннесота)
Віллерні (англ. Willernie) — місто (англ. city) в США, в окрузі Вашингтон штату Міннесота. Населення — 515 осіб (2020).

## Географія
Віллерні розташоване за координатами 45°3′12″ пн. ш. 92°57′27″ зх. д. / 45.05333° пн. ш. 92.95750° зх. д. (45.053333, -92.957536).  За даними Бюро перепису населення США в 2010 році місто мало площу 0,33 км², з яких 0,32 км² — суходіл та 0,01 км² — водойми.

## Демографія
Згідно з переписом 2010 року, у місті мешкало 507 осіб у 218 домогосподарствах у складі 123 родин. Густота населення становила 1521 особа/км².  Було 240 помешкань (720/км²).
Расовий склад населення:
| - 90,1 % — білих - 1,2 % — корінних американців - 1,0 % — чорних або афроамериканців - 0,4 % — азіатів - 1,2 % — осіб інших рас |

До двох чи більше рас належало 6,1 %. Частка іспаномовних становила 4,3 % від усіх жителів.
За віковим діапазоном населення розподілялося таким чином: 21,9 % — особи молодші 18 років, 65,9 % — особи у віці 18—64 років, 12,2 % — особи у віці 65 років та старші. Медіана віку мешканця становила 40,0 року. На 100 осіб жіночої статі у місті припадало 106,1 чоловіків;  на 100 жінок у віці від 18 років та старших — 107,3 чоловіків також старших 18 років.
Середній дохід на одне домашнє господарство  становив 60 314 долари США (медіана — 51 563), а середній дохід на одну сім'ю — 68 081 долар (медіана — 59 444). За межею бідності перебувало 12,9 % осіб, у тому числі 14,5 % дітей у віці до 18 років та 12,8 % осіб у віці 65 років та старших.
Цивільне працевлаштоване населення становило 265 осіб. Основні галузі зайнятості: освіта, охорона здоров'я та соціальна допомога — 20,8 %, будівництво — 19,2 %, роздрібна торгівля — 12,5 %, мистецтво, розваги та відпочинок — 10,6 %.